# Cerniat
Cerniat är en ort och tidigare kommun i distriktet Gruyère, Fribourg, Schweiz.
1 januari 2014 slogs Cerniat samman med Charmey till den nya kommunen Val-de-Charmey.